# Rodrigo Pimpão
Rodrigo Pimpão (Curitiba, 23 oktober 1987) is een Braziliaans profvoetballer. Hij tekende in juli 2015 een contract bij Emirates Club, dat hem overnam van Botafogo. Emirates Club komt momenteel uit in de UAE League.

## Statistieken
| Seizoen   | Club                         | Competitie                    | Wedstrijden | Doelpunten |
| --------- | ---------------------------- | ----------------------------- | ----------- | ---------- |
| 2007-2008 | Paraná Clube                 | Campeonato Brasileiro Série B | 11          | 2          |
| 2009-2012 | Vasco da Gama                | Campeonato Brasileiro Série B | 69          | 20         |
| 2010      | → Parana Clube               | Campeonato Brasileiro Série B | 32          | 14         |
| 2011      | → Cerezo Osaka               | J-League                      | 34          | 19         |
| 2011      | → Omiya Ardija               | J-League                      | 14          | 4          |
| 2012      | → Ponte Preta                | Campeonato Brasileiro Série A | 24          | 6          |
| 2012      | → América Futebol Clube (MG) | Campeonato Brasileiro Série B | 12          | 2          |
| 2013      | Suwon Bluewings              | K-League                      | 4           | 0          |
| 2013      | América Futebol Clube (RN)   | Campeonato Brasileiro Série B | 13          | 4          |
| 2014      | Tractor Sazi FC              | Iran Pro League               | 5           | 0          |
| 2014      | América Futebol Clube (RN)   | Campeonato Brasileiro Série B | 50          | 20         |
| 2015      | Botafogo FR                  | Campeonato Brasileiro Série B | 25          | 9          |
| 2015      | Emirates Club                | UAE League                    | 0           | 0          |

Laatst bijgewerkt: 4 augustus 2015